# Elvira de Subirats
Elvira de Subirats (o Elvira de Lara, Elvira Núñez de Lara) (?, aprox. 1145 - ?, 1220), fou una noble que esdevingué gràcies al seu matrimoni comtessa consort d'Urgell (1178-1209) i posteriorment degut a la mort del comte Ermengol VIII d'Urgell i la minoria d'edat d'Aurembiaix d'Urgell esdevingué comtessa regent d'Urgell (1209-20).

## Família
Filla del comte Nuño Pérez de Lara i Teresa Fernández de Traba. Germana de Sança, comtessa de Rosselló i Cerdanya. Es casà en primeres núpcies amb el comte Ermengol VIII d'Urgell i en segones amb el cavaller Guillem IV de Cervera, senyor de Juneda. Mare de la comtessa Aurembiaix d'Urgell.

## Biografia
Filla del comte Nuño Pérez de Lara, senyor de Lara, i de Teresa Fernández de Traba, i germana de Sança, comtessa de Rosselló i Cerdanya. Es casà el 1178 amb el comte Ermengol VIII d'Urgell, qui seguint la tradició d'altres antecessors al comtat, optà per buscar muller al regne de Castella, per tal de distanciar-se del d'Aragó.
Membre, doncs, d'un llinatge de poder indiscutit, originari de Burgos, que en les reunions de Corts tenien el primer vot de l'estament nobiliari; el seu matrimoni no només aportà a Ermengol VIII possessions a terres de Lleó, Castella i Galícia, sinó també la seguretat i l'ajut d'un llinatge important en cas necessari. Fou a la mort del seu sogre, Ermengol VII, que el seu espòs assumí l'exercici del poder al comtat d'Urgell, alhora que, el 1185, atorgà carta de donació amb motiu d'escreix (o esponsalici) a la seva muller Elvira dels castells d'Agramunt, Ponts, Alòs, Linyola, Bell-lloc i la meitat de tot allò que tenia a Lleida, per tal que els posseís en vida, tingués fills o no.
El matrimoni va travessar una convivència difícil, tant per causa de la infertilitat com pels desacords que provocà el fet que la comtessa es negués a acceptar que el seu marit la utilitzés com a garantia en la guerra que mantenia amb el comte de Foix, per assegurar el rescat de cinc dels seus homes. Tot plegat desembocà finalment en la signatura d'un acord de concòrdia entre els cònjuges el 1203, en què es prometien estimació i fidelitat; per bé que hi ha qui considera que la reconciliació fou possible pel naixement de la seva única filla Aurembiaix. El fet és que iniciaren una nova etapa basada en un objectiu comú: la defensa dels interessos del comtat d'Urgell per a la seva filla, que eren directament amenaçats pel vescomte Guerau IV de Cabrera, amb la connivència temporal del rei Pere I el Catòlic. Els esposos buscaren guanyar-se l'afecte i el suport dels nobles del comtat i Ermengol VIII aconseguí el 1208 la promesa del rei de defensar tot el que Elvira havia rebut i rebria per matrimoni.
A la mort del seu marit el 1209, Elvira de Subirats esdevingué regent del comtat en nom d'Aurembiaix. Per tal de preservar el comtat per a la seva filla i evitar-ne el desmembrament, lliurà a Pere I la regència, i el patrimoni del comtat com a feu, sense perjudici dels drets d'Aurembiaix, alhora que el rei es comprometia a protegir-les contra les pretensions del vescomte Guerau de Cabrera sobre el comtat, com així va fer.
Hom creu que des de la mort del seu marit i fins a la del rei Pere I, ocorreguda el 1213, la comtessa es refugià durant un temps al monestir cistercenc de Sant Hilari de Lleida, que havia fundat el 1204 amb el seu espòs. A continuació va contraure matrimoni amb un vell amic i valedor de la família, el cavaller Guillem de Cervera, senyor de Juneda; que possiblement succeí al rei com a regent del comtat. Fidel sempre a la monarquia d'Aragó, Guillem de Cervera es convertí en el tutor d'Aurembiaix.
Davant la inseguretat produïda per la mort del rei, i la minoria de Jaume I, el comtat seria de nou ocupat. Els esposos decidiren llavors portar Aurembiaix a Castella per tal que romangués sota la protecció dels Lara, mentre ells maldaven per preservar els seus drets al comtat.
Finalment, per bé que testà el 1220, no resta confirmat que Elvira de Subirats morís aquell any o en posteriors; després d'ordenar que fos sepultada al monestir de Sant Hilari de Lleida.